# Da grande sarai fr**io
Da grande sarai fr**io è un singolo del cantautore italiano Immanuel Casto, pubblicato il 18 settembre 2015 come secondo estratto dal terzo album in studio The Pink Album.

## Descrizione
Scritto da Casto stesso insieme a Fabio Canino, Da grande sarai fr**io racconta la storia di un bambino che, in età adulta, si scoprirà omosessuale, rivelando attraverso la frase conclusiva «ci sono passato» che si tratta anche di un brano autobiografico.

## Video musicale
Il videoclip, diretto da Immanuel Casto e da Filo Baietti, è stato pubblicato il 17 settembre 2015 e ha come protagonista il solo cantautore che, davanti a uno sfondo nero, scompare e riappare ripetute volte in abiti diversi.

## Tracce
Testi di Immanuel Casto e Fabio Canino, musiche di Keen.
1. Da grande sarai fr**io – 4:35
2. Da grande sarai fr**io (Lo Stato Sociale Remix) – 6:04
3. Da grande sarai fr**io (Gem Boy Remix) – 4:07
4. Da grande sarai fr**io (Unison Detune Remix) – 4:46
5. Da grande sarai fr**io (Keen Symphonic Remix) – 4:51

## Formazione
- Immanuel Casto – voce
- Keen – strumentazione, produzione
- Micaela Ester Perardi – voce aggiuntiva
- La Vergine d'Orecchie – cori
- Cristiano Sanzeri – produzione, missaggio
- Alessandro Vanara – mastering